# Jerzy Januszewicz
Jerzy Januszewicz (ur. 1 stycznia 1934 w Wilnie, zm. 20 sierpnia 1992 w Warszawie) – polski aktor teatralny i filmowy. Absolwent łódzkiej PWSF. Występował na deskach teatrów: Siódma Piętnaście w Łodzi, Polskiego w Bydgoszczy i teatrów warszawskich: Ludowego, Klasycznego, Komedia i Rozmaitości. Pochowany na cmentarzu komunalnym Północnym na Wólce Węglowej w Warszawie.

## Wybrana filmografia
- Król Maciuś I (1957) – jako oficer
- Pan Anatol szuka miliona (1958) – jako pomagający Anatolowi w złapaniu Iwony na pływalni
- Awantura o Basię (1959) – jako woźnica
- Tysiąc talarów (1959) – jako woźnica Maciej
- Wojna domowa (1966) – jako Zenon Maciejak, kierowca dyplomowany
- S.O.S. (serial telewizyjny) (1974) – realizator Jasio
- Dancing w kwaterze Hitlera (1968) – jako kelner
- Chłopi (1972) – jako mieszkaniec Lipiec
- Nie ma róży bez ognia (1974) – jako listonosz z paczką dla Dąbczaka
- Czterdziestolatek (1975) – jako mężczyzna w sądzie rozmawiający z Benkiem (odc. 11)
- A jeśli będzie jesień - jako kombatant Florek
- Polskie drogi - jako dorożkarz Szkudlarek
- Gdzie woda czysta i trawa zielona - jako dyrektor domu dziecka
- Pierścień i róża - jako kucharz Rondelino
- Pierścień i róża (serial) - jako kucharz Rondelino
- Zmiennicy - jako przedstawiciel klubu sportowego u Kłuska
- Piłkarski poker - jako prezes Odlewu
- Mów mi Rockefeller - jako dentysta u szejka
- Panny i wdowy - jako właściciel sklepu (odc. 4)
- Rozmowy kontrolowane (1991) – jako strażnik Wacek